# Ronald Graham
Ronald Lewis Graham, född 31 oktober 1935 i Taft, Kalifornien, död 6 juli 2020 i San Diego, Kalifornien, var en amerikansk matematiker, känd för sina bidrag till diskret matematik, specifikt schemaläggning, beräkningsgeometri och Ramseyteori. Han var chefsforskare vid California Institute for Telecommunication and Information Technology och professor vid University of California, San Diego.
1977 publicerade Graham en artikel om ett problem inom Ramseyteori, och gav ett stort tal som en övre gräns för en lösning till problemet. Talet har blivit känt som det största tal som seriöst använts i ett matematiskt bevis och kallas Grahams tal.